# 鄒翼清
鄒翼清（？—？），浙江人，清朝政治人物。附贡出身。
光绪三年，擔任廣東廣州府永安縣知縣（現紫金縣知縣）。后由姚廷輝接任。